# NGC 6866
NGC 6866 est un amas ouvert situé dans la constellation du Cygne. Il a été découvert par l'astronome allemande Caroline Herschel en 1783.
Selon la classification des amas ouverts de Robert Trumpler, cet amas renferme entre 50 et 100 étoiles (lettre m),, ou plus de 100 étoiles (la lettre r) selon le site Linga, dont la concentration est moyenne (II) et dont les magnitudes se répartissent sur un intervalle moyen (le chiffre 2),,. Le site Lynga, en contradition avec sa classification, indique que l'amas renferme 80 étoiles.

## Observation
La magnitude visuelle de 7,6 ne permet pas de voir cet amas à l'œil, mais on peut l'observer avec des jumelles dont l'ouverture est de 40 à 50 mm ou avec un petit télescope.

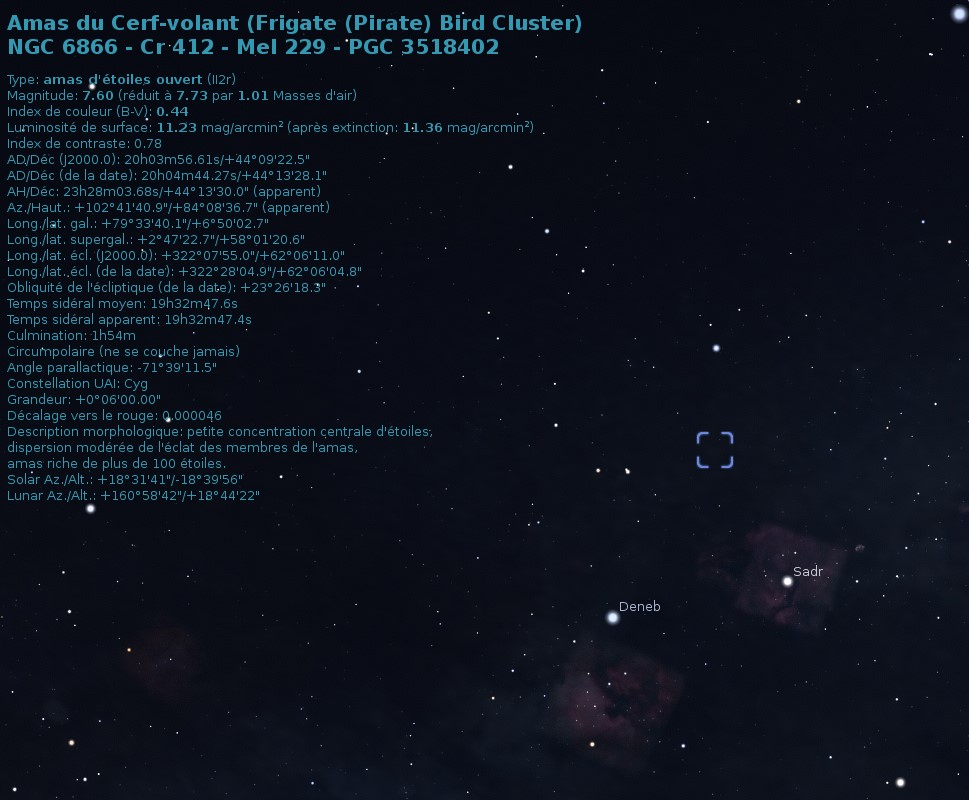
Emplacement de NGC 6866 dans la constellation du Cygne.

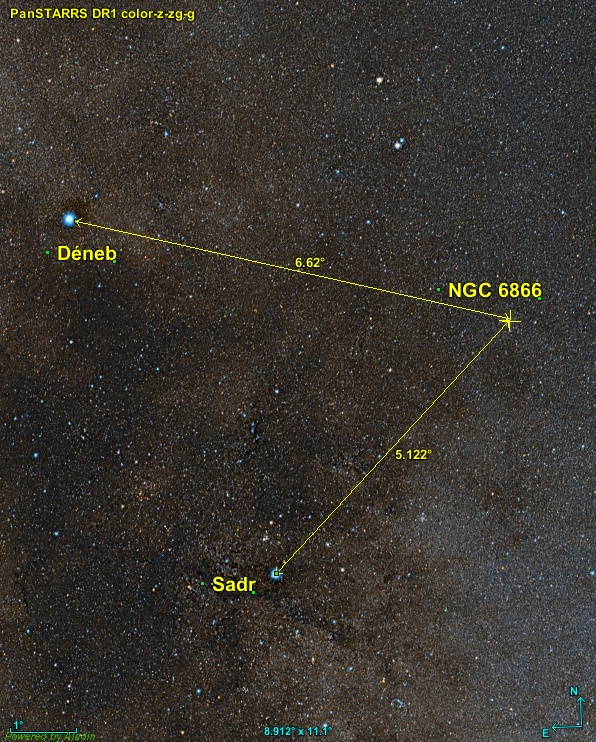
Position de NGC 6866 par rapport aux étoiles Gamma Sagittae et Alpha Vulpeculae.

NGC 6866 est à environ 6,6° au sud-ouest de Deneb et à 5,1° au nord-ouest de Sadr (Gamma Cygni).

## Caractéristiques
Plusieurs caractéristiques apparaissent sur la base de données Simbad, mais une publication très récente (2023) basée sur les mesures de la parallaxe par le satellite Gaia a permis une mise à jour importante des données. Les données du « GAIA EARLY DATA RELEASE 3 (GAIA EDR3) » ont également permis aux auteurs (Almeida, Monteiro et Dias) de cette publication d'estimer la masse de 773 amas ouverts, dont celle de NGC 6940 qui est de 449 ± 89 {\displaystyle M_{\odot }}.

### Distance taille et vitesse
Cet amas est à 1 377 ± 21 pc du système solaire.
Six valeurs de la distance sont indiquées sur la base de données Simbad : 1,464 ± 0,063 kpc (∼4 770 al), 1 406,0 pc, 1 470 pc, 1 347 ± 49 pc (∼4 390 al), 1 326 pc et 1 450 pc. La moyenne et l'écart-type de ces valeurs sont égaux à 1 410 ± 62 pc (∼4 600 al), ce qui est semblable à la valeur proposée par Almeida.
La taille apparente de l'amas est de 7 minutes d'arc, ce qui, compte tenu de la distance égale à 1 377 ± 21 pc et grâce à un calcul simple, équivaut à une taille réelle de 9,1 ± 0,1 al.
Six valeurs de la vitesse radiale sont indiquées sur la base de données Simbad : 12,44 ± 0,34 km/s, 13,70 ± 0,06 km/s, 13,519 ± 0,482 km/s, 14,2 ± 0,4 km/s, 12,55 ± 0,39 km/s et 12,83 ± 0,5 km/s. La moyenne et l'écart-type de ces valeurs sont égaux à 13,21 ± 0,71 km/s.

### Métallicité  et âge
Simbad rapporte cinq valeurs de la métallicité comprise entre -0,004 et +0,047. Selon Almeida et ses collègues, la métallicité de l'amas est égale à 0,063 ± 0,064. Selon cette veleur, le pourcentage d'éléments lourds (plus lourd que l'hydrogène et l'hélium) de cet amas serait compris entre 100% et 134% (100,030 ± 0,039) de celui du Soleil.
Les âges rapportés dans des articles publiés depuis l'année 2010 varient de 430 à 813 millions d'années,,,,,, ce qui est passablement plus grand que la valeur rapportée par WEBDA. L'estimation la plus grande est de 813 ± 50 Ma et la plus petite, mais une des plus récentes (2023), est de 430 ± 50 Ma. Les auteurs de cette dernière étude ont choisi et scruté six étoiles géantes, toutes ayant une température similaire de 5 100 K, un rayon moyen de 2,8 {\displaystyle R_{\odot }} et une masse d'environ 2,8 {\displaystyle M_{\odot }}. Selon leur analyse, l'âge de ces étoiles se situe entre 443 et 580 millions d'années. L'analyse des données a permis aux auteurs de cette étude d'estimer l'âge de l'amas à 430 millions d'années. Dans une autre publication de 2023 provenant des données du satellite Gaia, l'âge de l'amas est estimé à 778 +58
−54 Ma. 

## Les étoiles de NGC 6866
Une étude réalisée en se basant les données recueillies par le télescope spatial Kepler a permis d'identifier dans le champ de vision de NGC 6866, à 10' du centre soit au-delà du rayon angulaire de 7' cité par les auteurs de l'étude, 704 étoiles, dont 504 faisaient partie des archives de Kepler. Les 200 étoiles hors des archives de Kepler sont toutes des étoiles relativement froides faisant partie de la séquence principale. Parmi les étoiles examinées, 31 étaient des étoiles variables de type δ Scuti, 8 de type γ Doradus, 23 géantes rouges présentant des oscillations solaires, 4 étoiles binaire à éclipses et 106 étoiles montrant une modulation rotationnelle indiquant des taches stellaires à leur surface. Les auteurs de cette étude ont estimé l'âge de NGC 6866 à 650 millions d'années.
Deux autres étoiles variables de type W UMa (W Ursae Majoris est une étoile binaire) ont été découvertes en 2016 dans le champ de vision de NGC 6866. Les désignations de ces deux étoiles sont ID487 et ID494. Leur période sont respectivement de 0,415110 ± 0,000001 jour et 0,366709 ± 0,000004 jour. Les rayons des étoiles du système ID487 sont respectivement égaux à 1,24 ± 0,01 {\displaystyle R_{\odot }} et   1,11 ± 0,02 {\displaystyle R_{\odot }} avec des masse de 1,24 ± 0,02 {\displaystyle M_{\odot }} et 0,96 ± 0,05 {\displaystyle M_{\odot }} et pour ID494 des rayons de 1,22 ± 0,02 {\displaystyle R_{\odot }} 0,81 ± 0,01 {\displaystyle R_{\odot }} avec des masses de 1,20 ± 0,06 {\displaystyle M_{\odot }} et 0,47 ± 0,01 {\displaystyle M_{\odot }}.
Simbad montre aussi un bouton nommé Children. En cliquant sur ce bouton, on atteint une section de cette base de données qui renferme un tableau contenant 2021 entrées pour NGC 6866. Cependant, des étoiles (les Children) peuvent apparaître plusieurs fois dans la deuxième colonne du tableau, d'où le nombre de liens bibliographiques qui est supérieure au nombre d'étoiles. La quatrième colonne de ce tableau indique la probabilité que l'étoile appartienne à l'amas. En cliquant sur le titre de cette colonne, on peut classer la probabilité par ordre croissant ou décroissant. En cliquant sur la désignation de l'étoile, on atteint la page de Simbad qui résume ses propriétés.